# Южный (Башкортостан)
Южный (баш. Южный) — деревня в Стерлитамакском районе Республики Башкортостан Российской Федерации. Входит в состав Октябрьского сельсовета.

## География

### Географическое положение
Расстояние до:
- районного центра (Стерлитамак): 29 км,
- центра сельсовета (Октябрьское): 12 км,
- ближайшей ж/д станции (Стерлитамак): 29 км.

## Население
| 2002 | 2009 | 2010 |
| ---- | ---- | ---- |
| 283  | ↗319 | ↘263 |

Национальный состав
Согласно переписи 2002 года, преобладающая национальность — башкиры (38 %).